# Dan Kulai
Dan Kulai (Yugoslavia; 10 de noviembre de 1907-Vancouver; 22 de agosto de 1980) fue un árbitro de fútbol canadiense nacido en Yugoslavia.

## Trayectoria
Arbitró de 1942 a 1967, dirigiendo internacionalmente en la clasificación de Concacaf para la Copa Mundial de 1962 y los Juegos Panamericanos de Winnipeg 1967.